# ДКБМ імені І. І. Афрікантова

Акціонерне товариство «Дослідне конструкторське бюро машинобудування імені І. І. Афрікантова» (АТ «ДКБМ Афрікантов», входить до складу компаній АТ «Атоменергомаш» — машинобудівного холдингу Держкорпорації «Росатом») — великий науково-виробничий центр атомного машинобудування, який володіє багатопрофільним конструкторським колективом, власною дослідницькою, експериментальної та виробничою базами.

## Історія
Підприємство створено 1945 року постановою РНК СРСР. Велику роль у його становленні зіграв Ігор Іванович Афрікантов — головний конструктор (з 1951) і начальник (у 1954–1969 роках) підприємства. За багато років плідної роботи колектив ДКБМ зробив великий внесок у розвиток атомної промисловості, енергетики і флоту Росії. За участю АТ «ДКБМ Афрікантов» було створено і експлуатувалося більше 500 ядерних реакторів і установок.
1945 року постановою РНК СРСР від 27 грудня 1945 року на базі Горьковського артилерійського заводу № 92 було утворено Особливе конструкторське бюро (ОКБ) з проектування спеціальних машин, яке виконувало роботи для радянського «Атомного проекту». З кінця 1940-х років ОКБ бере активну участь у створенні перших промислових ядерних реакторів, а в 1950-ті роки — у розробці реакторів для військово-морського і цивільного флоту.
1960 року ОКБ нагороджується вищою державною нагородою — орденом Леніна за участь у створенні енергетичної установки першого атомного криголама «Ленін».
1963 року у зв'язку зі значним розширенням тематики та обсягу робіт ОКБ по створенню ядерних реакторів різного призначення, урядом СРСР приймається рішення про відокремлення ОКБ зі складу Горьковського машинобудівного заводу. 
1 січня 1964 року ОКБ стає самостійною організацією і входить до складу Державного комітету з використання атомної енергії СРСР. 
1 січня 1967 року підприємство отримує відкрите назву «Дослідне конструкторське бюро машинобудування» (ДКБМ).
1985 року ДКБМ було нагороджено орденом Жовтневої Революції за значний внесок у розвиток атомної техніки.
1998 року підприємству присвоєно ім'я І. І. Афрікантова.
2004 року постановою Уряду РФ ДКБМ присвоєно статус Федерального науково-виробничого центру.
2008 року зареєстровано відкрите акціонерне товариство «Дослідне конструкторське бюро машинобудування імені І. І. Афрікантова». Товариство було створене у результаті перетворення Федерального державного унітарного підприємства «Досвідчене конструкторське бюро машинобудування імені І. І. Афрікантова» і стало його правонаступником.
2014 року ВАТ «ДКБМ Афрікантов» змінило своє найменування на акціонерне товариство (АТ «ДКБМ Афрікантов»).

## Санкції
5 лютого 2023 року президент України Володимир Зеленський ввів у дію рішення Ради національної безпеки та оборони щодо санкцій проти атомної галузі Росії терміном на 50 років. Зокрема, санкції були введені проти акціонерного товариства "Дослідне конструкторське бюро машинобудування імені І.І.Африкантова". Серед обмежень: припинення дії торгових угод, блокування активів, заборона будь-яких торгових операцій, анулювання ліцензій, заборона передання технологій, тощо.

## Виробництво
ДКБМ виконує весь комплекс робіт зі створення різних типів реакторних установок і обладнання для АЕС, включно із розробкою конструкторської документації, виконання необхідних розрахунків, НДР і ДКР, виготовлення та випробування дослідних зразків з відпрацюванням промислової технології виробництва, виготовлення і шеф-монтаж штатного обладнання, його пусконалагодження і введення в експлуатацію, сервісне обслуговування обладнання на діючих об'єктах, зняття з експлуатації.
Досвід і безперервне вдосконалення процесів дозволяють підприємству забезпечувати реалізацію повного циклу робіт і послуг на етапах життєвого циклу реакторних установок різного типу і призначення, активних зон і комплектів загальностанційного обладнання та систем безпеки АЕС. АТ «ДКБМ Афрікантов» виконує функції як головного конструктора, так і комплектного постачальника реакторних установок різного типу і призначення.
Основні виробничі напрямки:
- Активні зони і ядерне паливо
- Високотемпературні газоохолоджувальні реактори
- Корабельні реакторні установки
- Промислові реактори
- Реакторні установки для АЕС малої і середньої потужності
- Реакторні установки на швидких нейтронах
- Суднові реакторні установки
- Устаткування поводження з ядерним паливом
- Насосне та вентиляційне обладнання
- Науково-технічне обґрунтування проектів

## Показники діяльності
2017 року ДКБМ ім. Афрікантова відвантажило 1161 тонну продукції, що була виготовлена. Зокрема, було завершено поставку партії насосів на енергоблоки №1 та №2 Білоруської АЕС. Насоси були розроблені спеціально для цієї станції. Також для енергоблоку №1 БілАЕС було виготовлено та відправлено перевантажувальну машину. Також ОКБМ відправило обладнання для реакторної установки «РИТМ-200» для атомного криголаму «Сибір».
За підсумками 2018 року ДКБМ ім. Афрікантова відвантажило 1051,1 тонну продукції, загальна вартість якої перевищує 18 млрд руб. Поставки було відправлено підприємствам Росії, Китаю, Білорусі, Казахстану. Зокрема, було відвантажено перевантажувальне обладнання для проекту будівницства Білоруської АЕС.